# Glitters

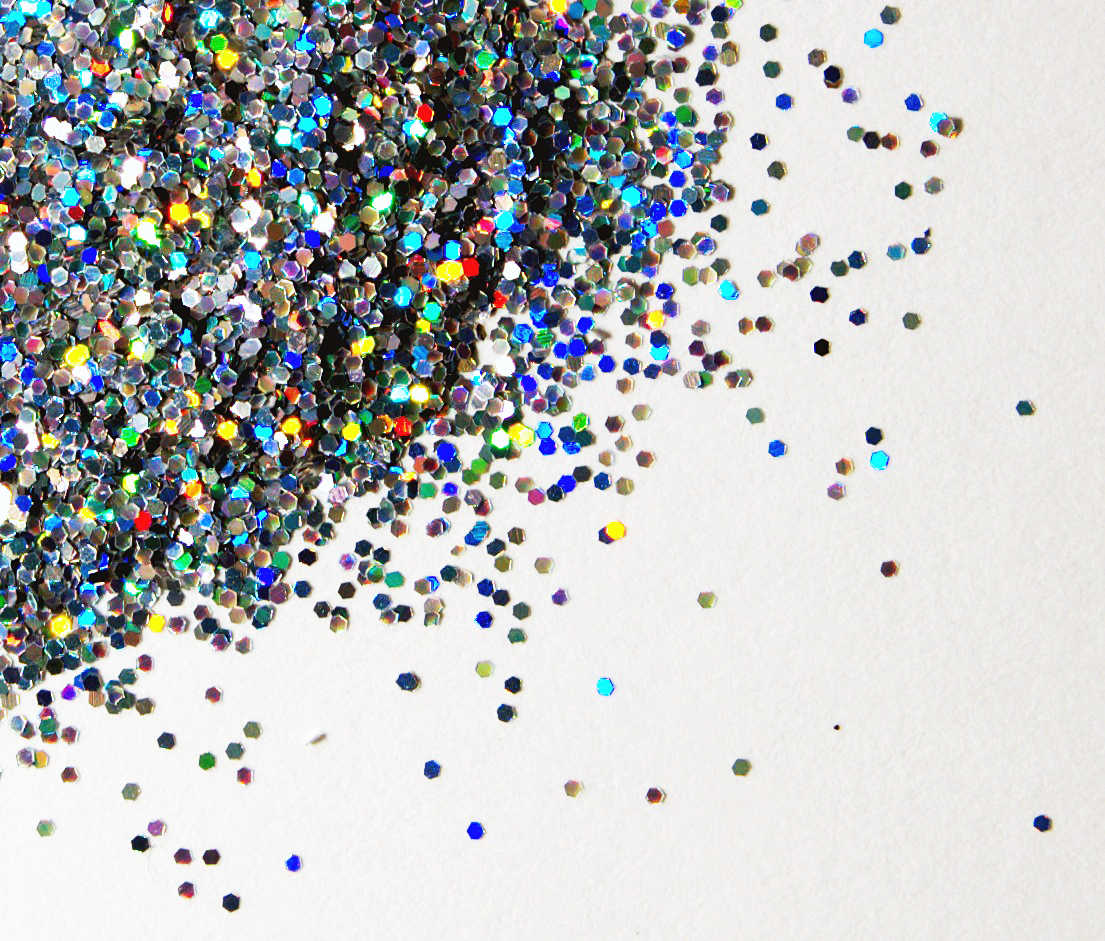
Glitters

Glitters zijn kleine stukjes glimmende materialen, vooral plastic, geverfd in een opvallende kleur. Het effect ontstaat doordat het licht op deze stukjes weerkaatst. Ze worden vaak gebruikt om iets te versieren.
Er zijn heel veel verschillende soorten glitters. De kleur kan verschillen, de vorm, het formaat en de stof waarmee de glitters op de gewenste plek vastgemaakt kunnen worden. 
Glitters worden gebruikt voor verschillende doeleinden, bijvoorbeeld in het haar, op het gelaat, op kaarten, op kledingstukken en op voorwerpen in de kerstboom.
Sinds 15 oktober 2023 zijn sommige soorten glitter in Europa verboden omdat ze microplastics bevatten.